# I skuggan av ett krig
I skuggan av ett krig (engelska: Hanover Street) är en brittisk-amerikansk romantisk dramafilm från 1979 i regi av Peter Hyams. I huvudrollerna ses Harrison Ford, Lesley-Anne Down och Christopher Plummer.

## Handling
I London under andra världskriget råkar löjtnant David Halloran, en amerikansk bombflygare vid flygvapnet i England möta Margaret Sellinger, en engelsk sjuksköterska på Hanover Street.

## Rollista i urval
- Harrison Ford - Lt. David Halloran
- Lesley-Anne Down - Margaret Sellinger
- Christopher Plummer - Paul Sellinger
- Alec McCowen - major Trumbo
- Michael Sacks - andrelöjtnant Martin Hyer
- Richard Masur - andrelöjtnant Jerry Cimino
- John Ratzenberger - sergeant John Lucas
- Jay Benedict - korpral Daniel Giler
- Eric Stine - Farrell
- Patsy Kensit - Sarah Sellinger
- Max Wall - Harry Pike
- Shane Rimmer - överste Ronald Bart
- Sherrie Hewson - Phyllis